# Сідні Голл

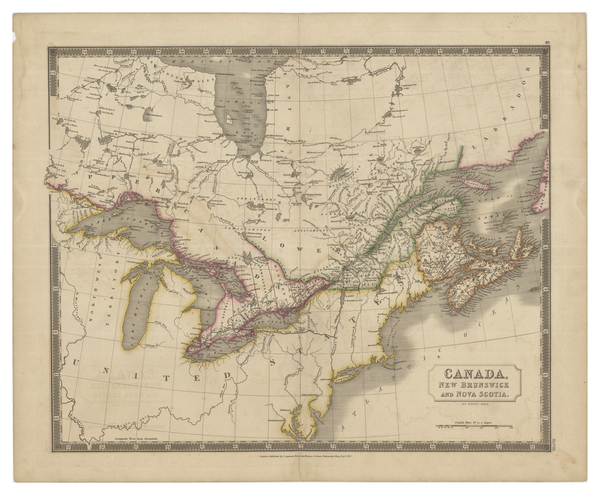
Канада, Нью-Брансвік та Нова Шотландія, автор Сідні Голл (1830)

Сідні Голл (1788?–1831) — британський гравер і картограф, відомий і популярний завдяки своїм атласам початку ХІХ століття, що містили карти Сполученого Королівства та стародавнього світу, відтворені за гравюрами Голла. Голл зробив гравюри для низки атласів у той час, коли картографія та атласи були дуже популярними. Він також вигравірував серію карток із зображенням різних сузір'їв, опублікованих близько 1825 року в наборі карток під назвою «Дзеркало Уранії».

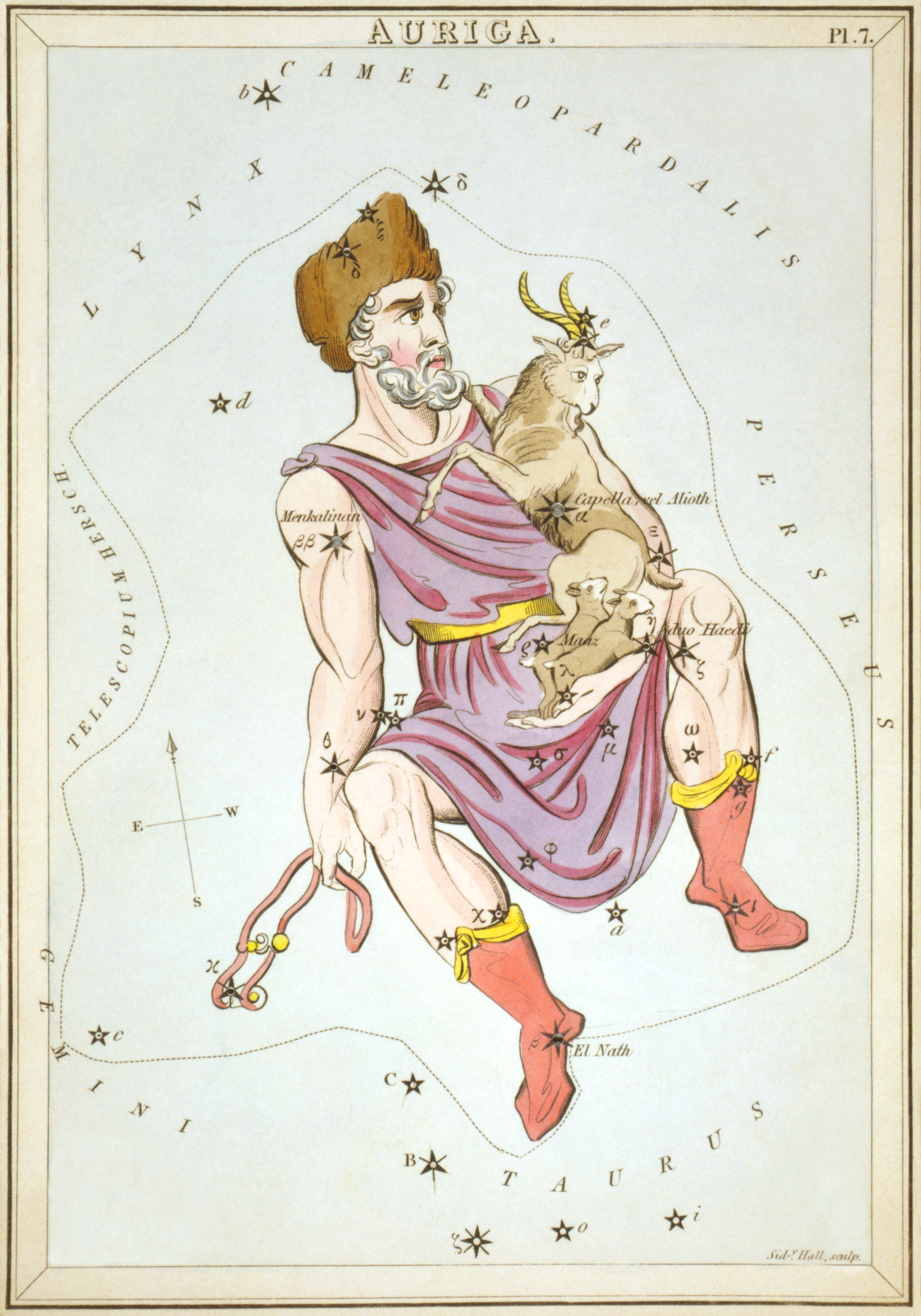
Зоряна карта сузір'я Візничого, створена Сідні Голлом для атласу «Дзеркало Уранії» (1835)

Голл вигравірував карти для Вільяма Фадена, Аарона Ерроусміта, Chapman & Hall та багатьох інших.
У 1809 році він працював за адресою Вайн-стріт, 5, Пікаділлі, Лондон. У 1814 році він був партнером Майкла Томсона, працюючи за адресою Бері-стріт, 14, у районі Блумсбері, а пізніше був зареєстрований за адресою Бері-стріт, 18. Голлу «майже напевно» приписують те, що він був першим гравером, який використав сталеві пластини для гравіювання карт.
Голл помер у 1831 році у віці 42 років. Бізнес продовжила його вдова, граверка карт Селіна Голл.